# Abriendo puertas (álbum de Jerry Rivera)
Abriendo puertas es el título del segundo álbum de estudio grabado por el cantante puertorriqueño Jerry Rivera. Fue lanzado al mercado bajo el sello discográfico CBS Discos el 25 de septiembre de 1990. Los dos sencillos principales del álbum, Dime y Más que tú, se ubicaron en el Billboard Hot Latin Tracks. El álbum es considerado responsable de atraer a una audiencia más joven al mercado de la salsa, lo que consiguiente logró que el álbum llegara al número uno en el Billboard Tropical Albums .

## Antecedentes
Cuando Jerry Rivera tenía diecisiete años, envió una cinta de demostración a CBS Discos por sugerencia de su padre. Esto llevó a Rivera a firmar un contrato con el sello discográfico y grabó su primer disco Empezando a Vivir . El sencillo principal, "De la cabeza a los pies" recibió difusión en Puerto Rico y se incluyó en el álbum recopilatorio de salsa, Non-Stop Dancing, vol. 2 .

## Música
El álbum incluye ocho pistas, la mayoría de las cuales son versiones de canciones grabadas previamente por otros artistas. El sencillo principal, "Esa niña", es una versión de la canción de Luis Miguel de su álbum, Busca una mujer (1988) para su promoción se realizó un video musical para la canción. "Dime" fue escrita por Jorge Luis Piloto, quien también escribió "Cómo un milagro" y "Más que tú". "Nada sin ti" es una versión de la canción de Eros Ramazzotti que recibió difusión y "Para amarnos más" es una versión de la exitosa canción de Manuel Mijares. Dos sencillos del álbum figuraron en el Billboard Hot Latin Tracks; "Dime" alcanzó el puesto 26 mientras que "Más que tu" alcanzó el puesto 35.

## Recepción de la crítica
José Estévez Jr. de Allmusic le dio al álbum una calificación de cuatro estrellas, citando el álbum como "uno de los actos de salsa de mayor éxito comercial en la historia".  Señaló que canciones como "Esa niña", "Dime" y "Nada sin tí" atrajeron a una audiencia más joven al mercado de la salsa. Abriendo Puertas recibió una nominación para "Álbum Tropical del Año" en los Premios Lo Nuestro de 1992 .

## Lista de canciones
| Abriendo puertas |                            |                                        |          |  |
| N.º              | Título                     | Escritor(es)                           | Duración |  |
| 1.               | «Dime»                     | Jorge Luis Borrego · Jorge Luis Piloto | 4:46     |  |
| 2.               | «Esa niña»                 | Juan Carlos Calderón                   | 5:04     |  |
| 3.               | «Nada sin ti»              | Eros Ramazzotti                        | 4:34     |  |
| 4.               | «Como un milagro»          | Jorge Luis Piloto                      | 4:48     |  |
| 5.               | «Más que tú»               | Jorge Luis Piloto                      | 4:58     |  |
| 6.               | «Para amarnos más»         | Nilson-Posse · Adrián Possé            | 4:34     |  |
| 7.               | «El mojillo del cañaveral» | Axel Martínez                          | 4:41     |  |
| 8.               | «Tal vez»                  | Axel Orlando Pérez                     | 5:18     |  |

## Rendimiento en listas

### Álbum
| Lista (1991)                         | Máxima posición |
| ------------------------------------ | --------------- |
| U.S. Billboard Tropical/Salsa Albums | 1               |

### Sucesión y posicionamiento
| Predecesor: Bachata rosa de Juan Luis Guerra & su banda 4.40 | U.S. Billboard Tropical/Salsa Albums — Álbum N°. 1 24 de agosto de 1991 - 18 de octubre de 1991 | Sucesor: Soy el mismo de Eddie Santiago |